# Diaparsis multiplicator
Diaparsis multiplicator là một loài tò vò trong họ Ichneumonidae.